# Theretra pallicosta
Theretra pallicosta là một loài bướm đêm thuộc họ Sphingidae. Nó được tìm thấy ở Sri Lanka và Ấn Độ, phía đông through Nepal, Bangladesh và Myanmar to Hồng Kông và Đài Loan và phía nam qua Thái Lan, Lào và Việt Nam đến bán đảo Mã Lai và Indonesia (Sumatra, Java).

## Sự miêu tả
Sải cánh dài 70–90 mm.

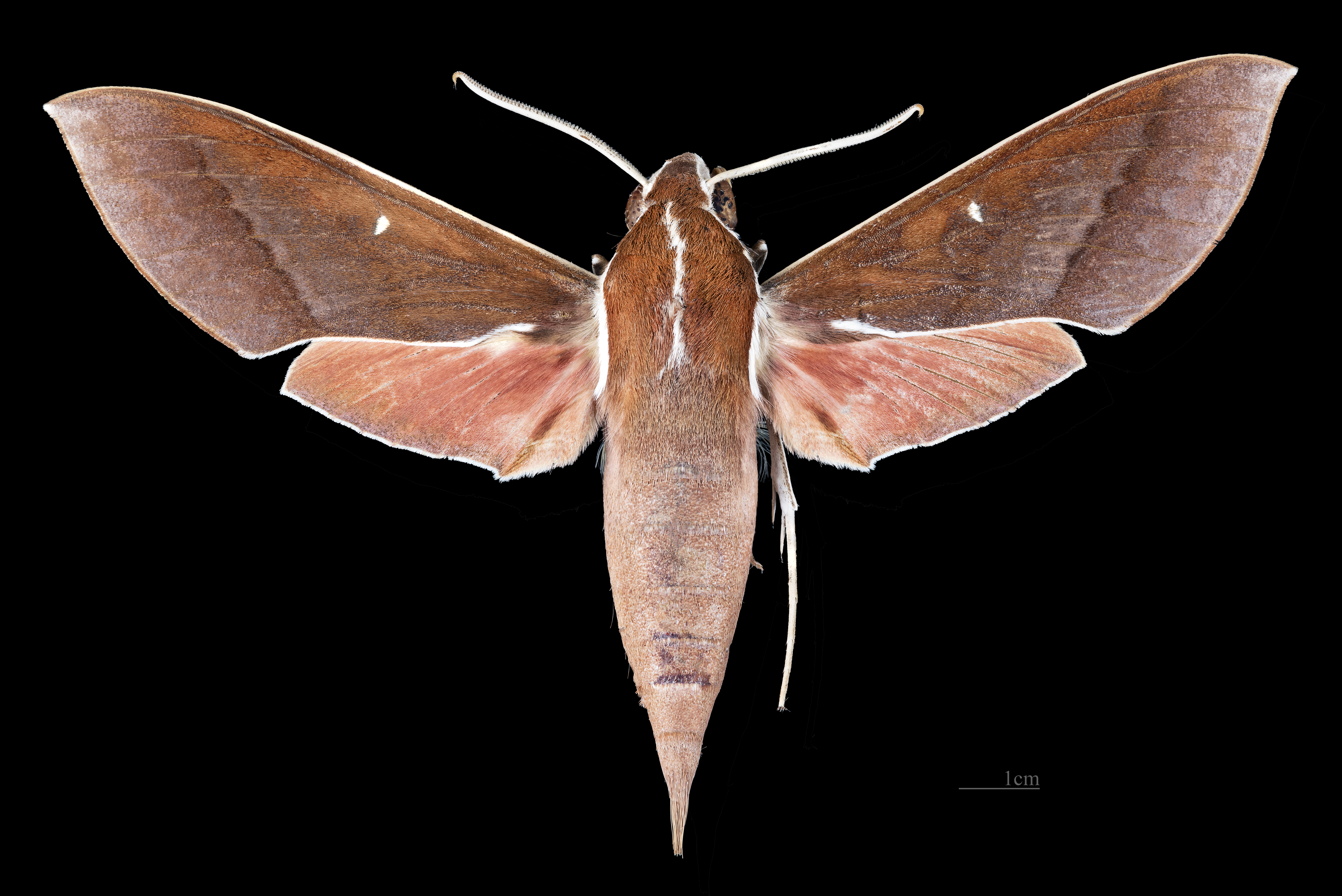
Theretra pallicosta  ♂
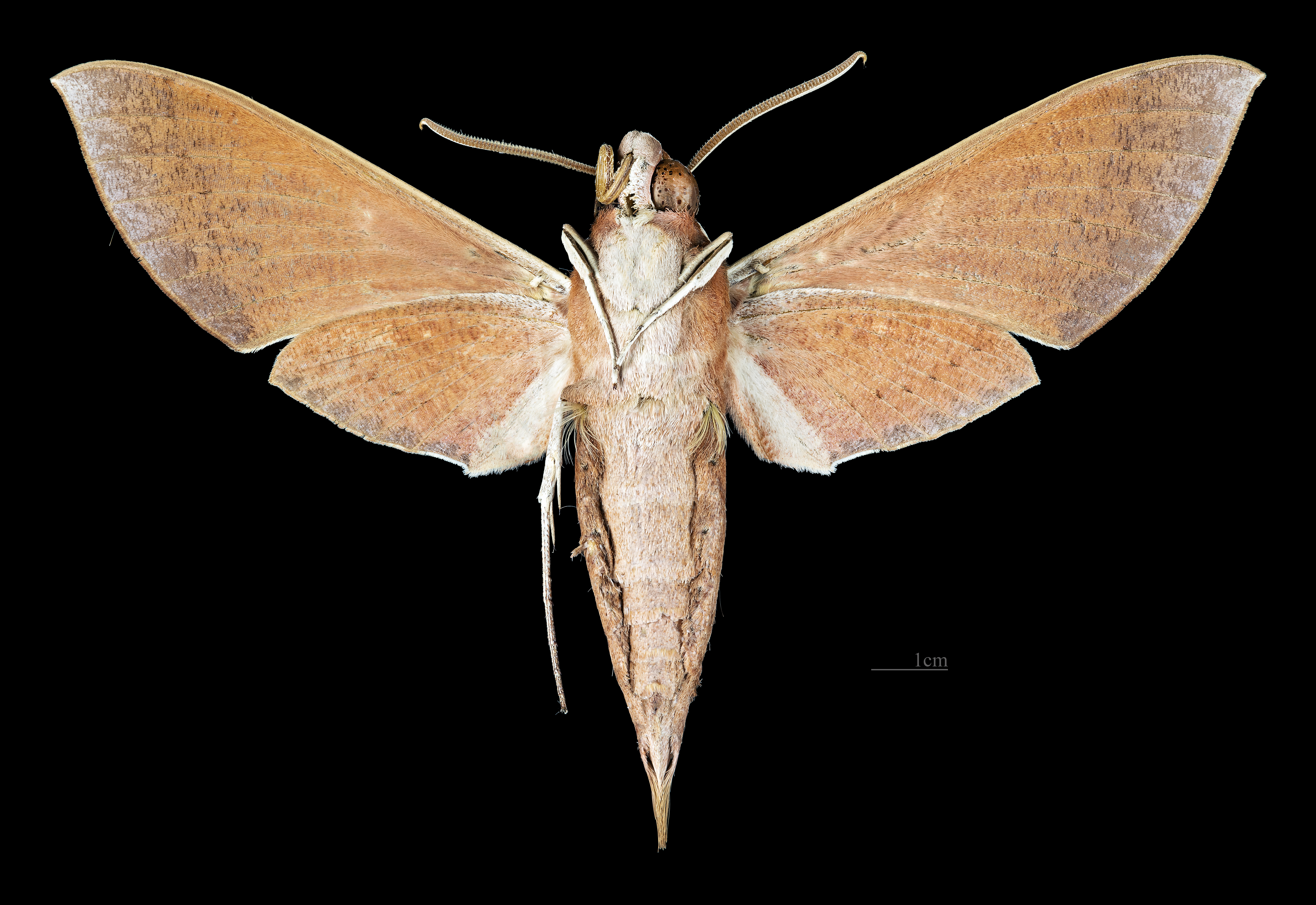
Theretra pallicosta ♂   △
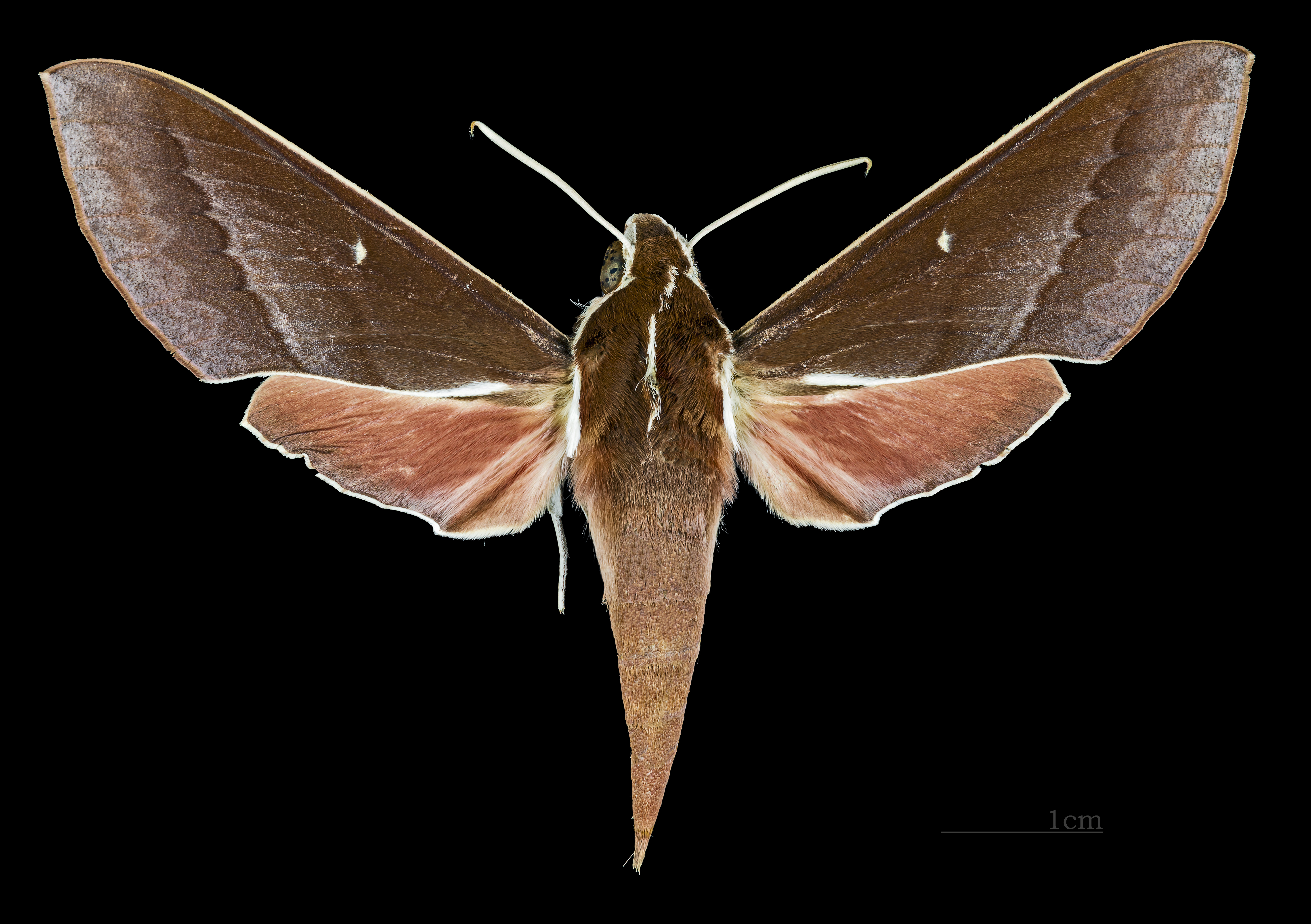
Theretra pallicosta    ♀
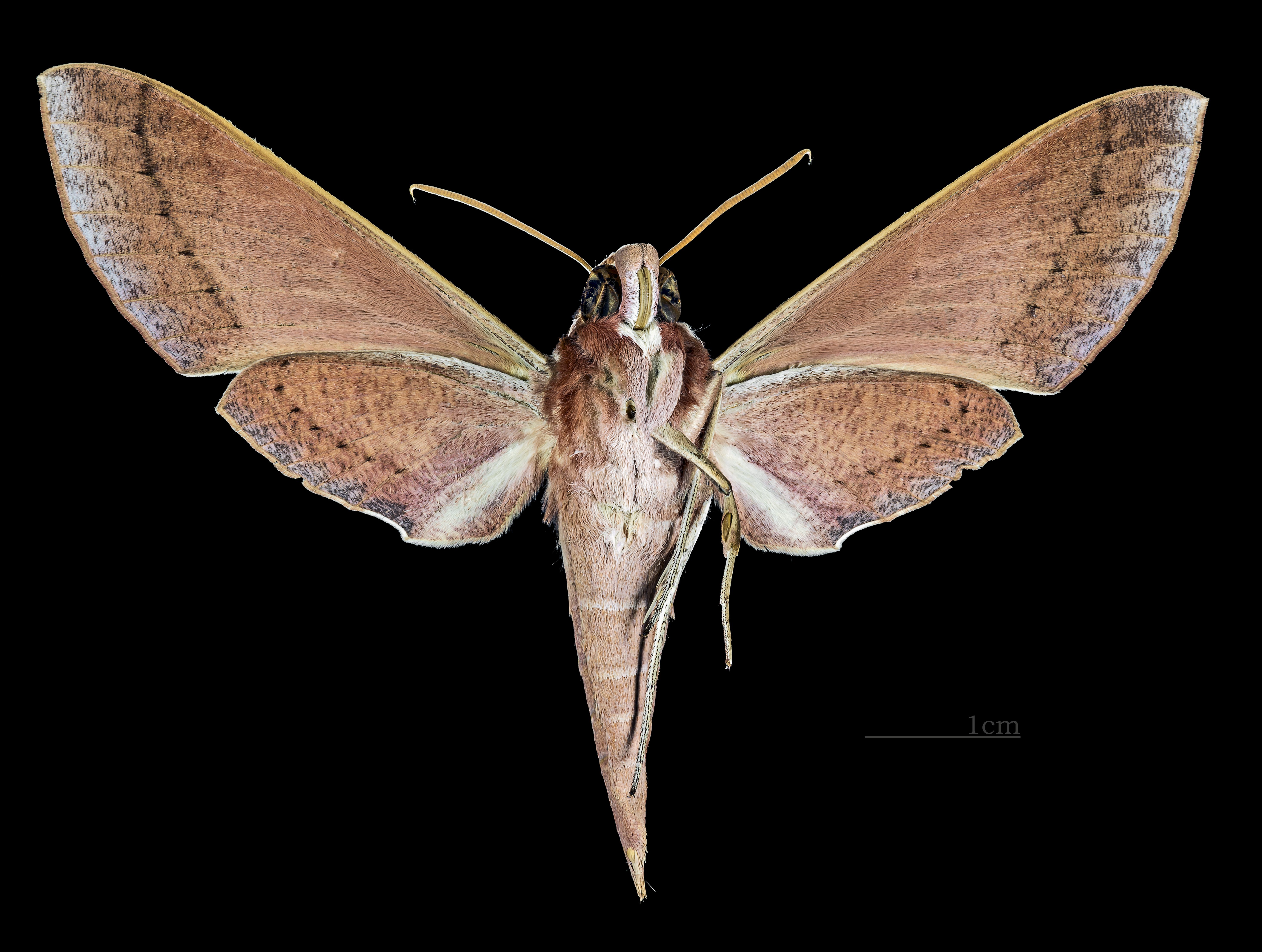
Theretra pallicosta   ♀ △

## Sinh học
Ấu trùng ăn các loài Aporusa dioica ở Trung Quốc, loài Aporusa ở Ấn Độ và Miến Điện, Vitis in Pakistan và Polyalthia cerasoides ở Thái Lan.